# Jeff Daniels
Pour les articles homonymes, voir Jeff Daniels (homonymie) et Daniels.
Jeff Daniels est un acteur, réalisateur et scénariste américain, né le 19 février 1955 à Athens (Georgie).
Passionné tout d'abord par le monde du théâtre, il commence sa carrière sur les planches avant de rejoindre l'univers du cinéma, jouant dans une grande variété de genres cinématographiques au cours des trente dernières années.
Alternant l’ombre et la lumière, il diversifie son jeu au fil des années, jouant dans des comédies philosophiques comme La Rose pourpre du Caire ou des comédies potaches comme Dumb and Dumber et sa suite, mais également dans des films de science-fiction ou d’horreur (Arachnophobie, Pleasantville, Looper).
Il a également joué dans des films d’action (Speed), des films historiques (Gettysburg, Gods and Generals) ou encore des films indépendants (Les Berkman se séparent). 
Il a reçu de nombreuses nominations dans les plus prestigieuses cérémonies comme celles des Golden Globes que ce soit dans le cinéma ou dans la télévision. Par ailleurs, pendant trois saisons, il interprète le rôle principal du journaliste cynique Will McAvoy dans la série HBO The Newsroom, rôle pour lequel il fut récompensé d’un Emmy Award du meilleur acteur dans une série télévisée dramatique.
Parallèlement à sa carrière d’acteur, Daniels fonde en 1991 sa troupe de théâtre la Purple Rose Theatre Company, et, dans les années 2000, créé sa société de production Purple Rose films désireux de mettre en avant des films indépendants dans lesquels il s’investit dans l’écriture et la mise en scène,.

## Biographie

### Enfance
Jeff Daniels nait en février 1955 à Athens (Georgie). Ses parents sont Robert Lee Daniels et Marjorie J. Ferguson.

### Carrière théâtrale
Alors qu'il étudie la littérature anglaise à la Central Michigan University en vue de devenir professeur, Jeff Daniels est repéré par le directeur du Circle Repertory Theater de New York Marshall Mason qui lui propose de jouer dans la pièce Été et fumées d’après Tennessee Williams. 
En 1976, séduit par l’expérience, il entre officiellement dans la troupe,. Il jouera ensuite avec eux dans Brontosaurus et Minnesota Moon de Landford Wilson, sans oublier My Life d'après Corinne Jacker, où il donne la réplique à Christopher Reeve et William Hurt. En parallèle, il attire l’attention du public de par son interprétation dans Fifth of July, succès critique qui restera à l’affiche pendant trois ans.
En 1991, il fonde sa propre troupe de théâtre la Purple Rose Theatre Company, qui en dix ans s’est taillée une réputation nationale. Celle-ci correspond à une organisation professionnelle à but non lucratif. Elle regroupe des acteurs, des metteurs en scène, des auteurs dramatiques et des décorateurs du Midwest.
Jeff Daniels joue également de temps à autre à Broadway, notamment dans la pièce d'Yasmina Reza, Le Dieu du carnage en 2009. Il obtient pour ce rôle une nomination aux Tony Awards, l’équivalent des Oscars dans l’industrie théâtrale.

### Carrière cinématographique et télévisuelle

#### Années 1980: débuts et premiers succès
En 1981, Jeff Daniels interprète son premier rôle au cinéma dans Ragtime de Miloš Forman. Mais, deux ans plus tard, il se fait connaître du grand public grâce à sa performance dans Tendres Passions signé James L. Brooks, aux côtés de Shirley MacLaine, Debra Winger, Jack Nicholson, Danny DeVito et John Lithgow. 
En 1985, il crève l’écran dans La Rose Pourpre du Caire de Woody Allen où il donne vie à deux êtres : le personnage filmique Tom Baxter qui désire sortir de son univers de fiction en faveur de la réalité et le comédien Gil Shepherd interprétant le précédent. Pour ce double rôle, Daniels reçoit une nomination aux Golden Globes. Il retrouvera Woody Allen dans Radio Days en 1987. 
Un an avant, il a l’occasion de jouer avec Meryl Streep et de nouveau Jack Nicholson dans le drame amoureux La Brûlure mis en scène par Mike Nichols.

#### Années 1990: diversification et seconds rôles

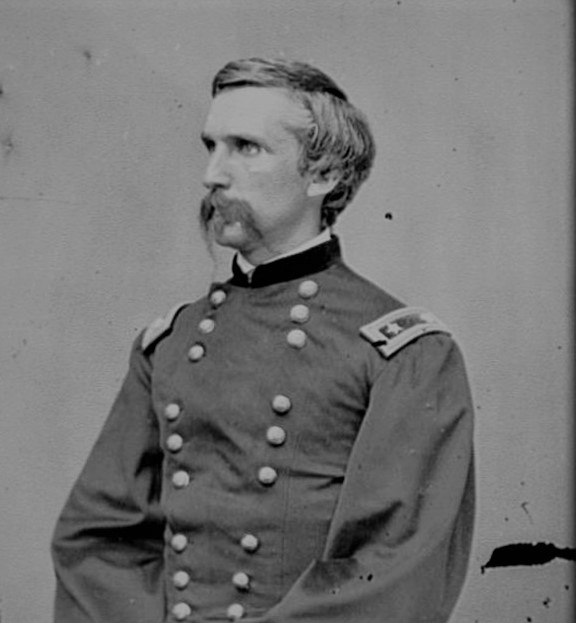
L'officier nordiste Joshua Lawrence Chamberlain.

Au début des années 1990, il fait une incursion dans le film d’horreur avec Arachnophobie. Outre le prix du meilleur film aux Saturn Awards, Daniels décroche celui du meilleur acteur pour son rôle du docteur Ross Jennings.
En 1993, il incarne l'officier nordiste Joshua Lawrence Chamberlain dans le film Gettysburg, qui raconte le déroulement de cette célèbre bataille de la Guerre de Sécession, et durant laquelle Chamberlain mène une manœuvre décisive qui sauve les troupes de l'Union. Le journaliste Roger Ebert du journal Chicago Sun-Times estime à ce titre que Jeff Daniels aurait mérité une nomination aux Oscars pour sa performance dans le film.

Interviewé au sujet de ce rôle, Jeff Daniels indique avoir beaucoup étudié et voyagé afin de comprendre son personnage : 

« Avant de tourner Gettysburg, j'ai plongé la tête la première dans tout ce que j'ai pu trouver sur Chamberlain, la guerre civile et sur cette bataille particulière. J'ai voyagé dans le Maine et visité la Société historique dédiée à sa vie. J'ai également rencontré l'érudit et écrivain Tom Desjardins, qui m'a beaucoup aidé à comprendre l'homme derrière le mythe. »

1994 est une très bonne année pour Jeff Daniels : il se distingue tout d'abord en crétin profond compère de Jim Carrey dans Dumb and Dumber des frères Farrelly (1994) devenu un film culte, puis il joue l'inspecteur Harold « Harry » Temple, meilleur ami du héros Jack Traven incarné par Keanu Reeves dans le film d'action Speed.
En 1996, il continue à se diversifier avec le film les 101 dalmatiens de Walt Disney Pictures aux côtés de Glenn Close, puis la comédie dramatique acclamée par la critique Pleasantville.

#### Années 2000: passage derrière la caméra et virage dramatique
En 2003, il reprend son rôle de Joshua Lawrence Chamberlain dans le film Gods and Generals, qui raconte les premières années de la Guerre de Sécession de 1861 à 1863. À cette occasion, Jeff Daniels indique avoir été enthousiasmé à l'idée de pouvoir reprendre ce rôle très important pour lui : 

« Il y avait un sentiment d'appropriation du rôle. Même le sens du devoir de terminer ce que j'ai commencé. En tant qu'acteur, personne n'allait toucher à cette partie. Au fil des années, j’ai reçu tellement de réactions positives à propos du film et de mon interprétation que le fait d’avoir la chance de le continuer signifiait beaucoup pour moi. »

Par la suite, il change de métier et se consacre à l’écriture ainsi qu'à la réalisation des films Escanaba in da moonlight et Super Sucker produit par ses soins via sa nouvelle boite de production Purple Rose films. Le premier film rapportera 2,3 millions au box-office tandis que le second sera sélectionné dans divers festivals.
Toutefois, il n’abandonne pas sa carrière d’acteur en s'imposant davantage dans un registre dramatique : en 2002 avec le mélodrame The Hours, puis en 2003  avec le thriller signé Clint Eastwood, Créance de sang ; enfin, deux ans plus tard, avec le second film de George Clooney, Good Night and Good Luck , et la comédie dramatique indépendante Les Berkman se séparent, qui lui vaut une nouvelle nomination aux Golden Globes.
Il connait aussi une belle année 2009, en étant à l'affiche du drame indépendant Away We Go, réalisé par Sam Mendes, puis en évoluant dans le thriller politique Jeux de pouvoir. Un rôle qui préfigure la suite de sa carrière.

#### Années 2010: retour au premier plan

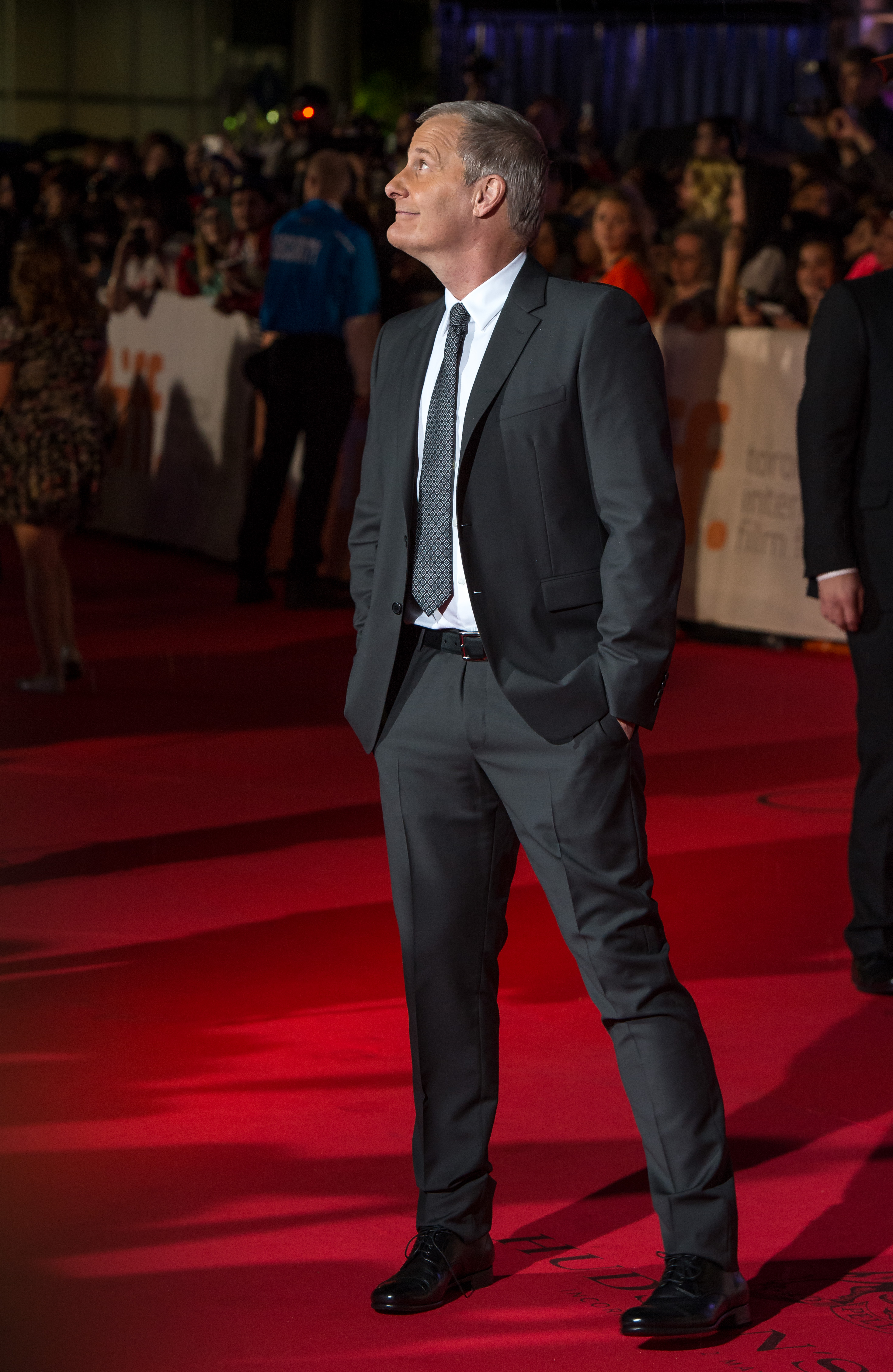
L'acteur au TIFF 2015, pour la première mondiale de Seul sur Mars (The Martian).

En 2012, Il joue le personnage sombre et énigmatique de Jack Abe Mitchell dans le film de science-fiction ambitieux salué par la critique Looper, avec Bruce Willis et Joseph Gordon-Levitt.
De 2012 à 2014, il tient le rôle de Will McAvoy, un journaliste politique réputé pour son franc-parler et son cynisme étincelant, dans la série The Newsroom produite par Aaron Sorkin diffusée sur HBO aux États-Unis et sur OCS en France. Il reçoit un Emmy Award et une nomination aux Golden Globes dans la catégorie meilleur acteur dans une série dramatique.
Vingt ans après le premier opus, Jeff Daniels reprend son rôle de l'idiotissime Harry Dunne auprès de Jim Carrey dans Dumb and Dumber De, qui sort en 2014, année d'arrêt de The Newsroom, au bout de trois saisons.
À la fin de l'année 2015, il est à l'affiche de projets très attendus. Il fait d'abord partie de la distribution entourant la star Matt Damon dans le blockbuster de science-fiction Seul sur Mars (The Martian), de Ridley Scott. Puis Aaron Sorkin lui fait de nouveau confiance en lui confiant l'un des rôles principaux du biopic Steve Jobs, mis en scène par Danny Boyle. Il y prête ses traits à une figure réelle, John Sculley.
En 2016, il est l'antagoniste principal dans Divergente 3. Il y incarne l’énigmatique David, un homme sans scrupule vivant à l'extérieur de la clôture de Chicago qui dirige le Centre du bien être génétique. Dans un premier temps, il tente de persuader l'héroïne que sa cause est juste jusqu'à ce que cette dernière se retourne contre lui. Il se voit donc contraint de tout mettre en œuvre pour l'arrêter.

## Vie privée
Il est marié à Kathleen Rosemary Treado, depuis 1979. Ils ont trois enfants : Benjamin (1984), Lucas (1987), et Nellie (1990).

## Théâtre
- 2009 : Le Dieu du carnage d'Yasmina Reza

## Filmographie

### Cinéma
- 1981 : Ragtime de Miloš Forman : P. C. O'Donnell
- 1983 : Tendres Passions (Terms of Endearment) de James L. Brooks : Flap Horton
- 1985 : La Rose pourpre du Caire (The Purple Rose of Cairo) de Woody Allen : Tom Baxter / Gil Shepherd
- 1985 : Marie de Roger Donaldson : Eddie Sisk
- 1986 : La Brûlure (Heartburn) de Mike Nichols : Richard
- 1986 : Dangereuse sous tous rapports (Something Wild) de Jonathan Demme : Charles Driggs
- 1987 : Radio Days de Woody Allen : Biff Baxter
- 1988 : Une femme en péril (The House on Carroll Street) de  Peter Yates : Cochran
- 1988 : L'Amour à quatre temps (Sweet Hearts Dance) de Robert Greenwald : Sam Manners
- 1988 : Checking Out de  David Leland :  Ray Macklin
- 1990 : Arachnophobie (Arachnophobia) de Frank Marshall : Dr. Ross Jennings
- 1990 : Roxy est de retour (Welcome Home, Roxy Carmichael) de Jim Abrahams : Denton Webb
- 1991 : Love Hurts de  Bud Yorkin : Paul Weaver
- 1991 : La Femme du boucher (The Butcher's Wife) de Terry Hughes (en) : Dr Alex Tremor
- 1992 : Timescape de David Twohy : Ben Wilson
- 1992 : Rain Without Thunder de Gary O. Bennett : Jonathan Garson
- 1992 : There Goes the Neighborhood de Bill Phillips : Willis Embry
- 1993 : Gettysburg de Ronald F. Maxwell : Colonel Joshua Lawrence Chamberlain
- 1994 : Speed de Jan de Bont : Inspecteur Harold « Harry » Temple
- 1994 : Dumb and Dumber de Peter et Bobby Farrelly : Harry Dunne
- 1996 : L'Envolée sauvage (Fly Away Home) de Carroll Ballard : Thomas « Tom » Alden
- 1996 : Deux jours à Los Angeles (2 Days in the Valley) de John Herzfeld : Alvin Strayer
- 1996 : Les 101 Dalmatiens (101 Dalmatians) de Stephen Herek : Roger
- 1997 : Le plus fou des deux (Trial and Error) de Jonathan Lynn : Charles « Charlie » Tuttle
- 1998 : Pleasantville de Gary Ross : M. Johnson
- 1999 : Mon Martien bien-aimé (My Favorite Martian) de Donald Petrie : Tim O'Hara
- 1999 : It's the Rage (en) de James D. Stern : Warren
- 2000 : Insomnies (Chasing Sleep) de Michael Walker (en) : Ed Saxon
- 2001 : Escanaba in da Moonlight (en) de lui-même : Rueben Soady
- 2002 : Créance de sang (Blood Work) de Clint Eastwood : Jasper « Buddy » Noone
- 2002 : The Hours de Stephen Daldry : Louis Waters
- 2002 : Super Sucker (en)  de lui-même : Fred Barlow
- 2003 : Gods and Generals de Ronald F. Maxwell : Lieutenant-Colonel Joshua Lawrence Chamberlain
- 2003 : I Witness (en) de Rowdy Herrington : James Rhodes
- 2004 : Imaginary Heroes de Dan Harris : Ben Travis
- 2005 : Les Berkman se séparent (The Squid and the Whale) de Noah Baumbach : Bernard Berkman
- 2005 : Winn-Dixie mon meilleur ami (Because of Winn-Dixie) de Wayne Wang : le prêtre
- 2005 : Good Night and Good Luck de George Clooney : Sig Mickelson
- 2006 : Camping-car (RV) de Barry Sonnenfeld : Travis Gornicke
- 2006 : Scandaleusement célèbre (Infamous) de Douglas McGrath : Alvin Dewey (en)
- 2007 : Mama's Boy de Tim Hamilton : Mert Rosenbloom
- 2007 : The Lookout de Scott Frank : Lewis Canfield
- 2008 : Trahison (Traitor) de Jeffrey Nachmanoff : Carter
- 2009 : Away We Go de Sam Mendes : Jerry Farlander
- 2009 : Jeux de pouvoir (State of Play) : George Fergus, chef de la majorité
- 2009 : The Answer Man (en) : Arlen Faber
- 2010 : Howl de Rob Epstein et Jeffrey Friedman: David Kirk
- 2012 : Looper de Rian Johnson : Jack Abe Mitchell
- 2014 : Dumb and Dumber De (Dumb and Dumber To) de Peter et Bobby Farrelly : Harry Dunne
- 2015 : Seul sur Mars (The Martian) de Ridley Scott : Teddy Sanders
- 2016 : Steve Jobs de Danny Boyle : John Sculley
- 2016 : Divergente 3 : Au-delà du mur (The Divergent Series : Allegiant) de Robert Schwentke : David
- 2018 : Le Joueur de base-ball était un espion (The Catcher Was a Spy) de Ben Lewin : William Joseph Donovan
- 2019 : Guest Artist (en) de Timothy Busfield : Joseph Harris
- 2020 : Quad (en) de Michael Uppendahl (en) : Mickey
- 2024 : Super/Man : L'Histoire de Christopher Reeve (Super/Man: The Christopher Reeve Story) (documentaire) de Ian Bonhôte et Peter Ettedgui : lui-même

### Télévision

#### Séries télévisées
- 1980 : Hawaii Five-O : Neal Forrester
- 1980 : Rumeurs de guerre (en) (A Rumor of War) : Chaplain
- 1982 : American Playhouse (en): Jed Jenkins
- 1987 : Trying Times (en) : Jim
- 1988 : Tanner for President (Tanner '88) : Un ranger
- 1993 : Frasier : Doug
- 2012 - 2014 : The Newsroom : Will McAvoy
- 2017 : Godless : Frank Griffin
- 2018 : The Looming Tower : John P. O'Neill
- 2020 : The Comey Rule : James Comey
- 2021 : American Rust (en) : Chef Del Harris[6]
- 2024 : Un homme, un vrai : Charlie Croker
- 2025 : Shrinking : Le père de Jimmy

#### Téléfilms
- 1983 : An Invasion of Privacy de Mel Damski : Francis Ryan
- 1988 : Ouragan sur le Caine : Le Procès (The Caine Mutiny Court-Martial) de Robert Altman : Lieutenant Steve Maryk
- 1989 : No Place Like Home (en) de Lee Grant : Mike Cooper
- 1992 : Jeux d'influence (en) (Teamster Boss : The Jackie Presser Story) d'Alastair Reid : Tom Noonan
- 1995 : Redwood Curtain (en) de John Korty : Lyman Fellers
- 2000 : The Crossing (en) de Robert Harmon : Général George Washington
- 2000 : La grande triche (en) (Cheaters) de John Stockwell : Dr Gerard Plecki
- 2004 : L'Amour en vedette (The Goodbye Girl) de Richard Benjamin : Elliot Garfield
- 2004 : The Five People You Meet in Heaven (en) de Lloyd Kramer : Blue Man
- 2008 : Un cœur à l'écoute (Sweet Nothing in My Ear) de Joseph Sargent : Dan Miller
- 2018 : The Emperor's Newest Clothes de Simón Wilches : L'Empereur (voix)

### Réalisateur
- 2001 : Escanaba in da Moonlight (en)
- 2002 : Super Sucker (en)

### Scénariste
- 2002 : Super Sucker (en)

## Distinctions

### Récompenses
- Saturn Awards 1991 : Meilleur acteur pour Arachnophobie
- Primetime Emmy Awards 2013 : Meilleur acteur dans une série télévisée dramatique pour The Newsroom
- Primetime Emmy Awards 2018 : Meilleur acteur dans un second rôle dans une mini-série ou un téléfilm pour Godless

### Nominations
- Golden Globes 1986 : meilleur acteur dans un film musical ou une comédie pour La Rose pourpre du Caire
- Golden Globes 1987: meilleur acteur dans un film musical ou une comédie pour Dangereuse sous tous rapports
- Screen Actors Guild Awards 2003 : meilleure distribution pour The Hours
- Golden Globes 2006 : meilleur acteur dans un film musical ou une comédie pour Les Berkman se séparent
- Screen Actors Guild Awards 2006 : meilleure distribution pour Good Night and Good Luck
- Screen Actors Guild Awards 2013 : meilleur acteur dans une série télévisée dramatique pour The Newsroom
- Golden Globes 2013 : meilleur acteur dans une série télévisée dramatique pour The Newsroom
- Screen Actors Guild Awards 2014 : meilleur acteur dans une série télévisée dramatique pour The Newsroom
- Primetime Emmy Awards 2014 : meilleur acteur dans une série télévisée dramatique pour The Newsroom
- Primetime Emmy Awards 2015 : meilleur acteur dans une série télévisée dramatique pour The Newsroom
- Golden Globes 2021 : meilleur acteur dans une mini série ou téléfilm pour The Comey Rule

## Voix francophones
En France, Philippe Vincent est la voix la plus régulière de Jeff Daniels. Patrick Poivey l'a également doublé six reprises.
Au Québec, Sébastien Dhavernas est la voix québécoise régulière de l'acteur. Il y a également Alain Zouvi qui l'a doublé à six reprises.
En France
| - Philippe Vincent dans : - Insomnies - Témoin à risques (en) - L'Amour en vedette (téléfilm) - Les Cinq personnes que j'ai rencontrées là-haut (téléfilm) - Winn-Dixie mon meilleur ami - Steve Jobs - Quad (en) - Patrick Poivey (* 1948 - 2020) dans : - Tendres Passions - La Rose pourpre du Caire - Dangereuse sous tous rapports - Radio Days - Good Night and Good Luck - Un cœur à l'écoute (téléfilm) - Gabriel Le Doze dans : - Away We Go - Looper - Divergente 3 : Au-delà du mur - Un homme, un vrai (mini-série) - François Dunoyer dans : - Jeux de pouvoir - The Comey Rule (série télévisée) - American Rust (en) (série télévisée) - Michel Dodane dans : - La Femme du boucher - Le Joueur de base-ball était un espion - Dominique Collignon-Maurin dans : - Dumb and Dumber - Dumb and Dumber De | - Renaud Marx dans : - Les 101 Dalmatiens - Mon Martien bien-aimé - Nicolas Marié dans : - It's the Rage (en) - The Lookout - Michel Papineschi dans : - La grande triche (en) (téléfilm) - The Newsroom (série télévisée) Et aussi - Daniel Russo dans Ragtime - Vincent Violette dans Marie - Éric Legrand dans La Brûlure - José Luccioni dans Une femme en péril - Guy Chapellier dans L'Amour à quatre temps - Patrick Guillemin (*1950 - 2011) dans Arachnophobie - Emmanuel Jacomy dans Roxy est de retour - Gérard Rouzier dans Timescape - Bernard Lanneau dans Jeux d'influence - Jérôme Keen dans Gettysburg - Mathieu Rivolier dans Speed - Luc Mitéran dans L'Envolée sauvage - Yves Beneyton dans Deux Jours à Los Angeles - Michel Derain dans Pleasantville - Jean-François Vlérick dans Créance de sang - Pierre Dourlens dans Les Berkman se séparent - Bruno Dubernat dans Camping-car - Mathieu Buscatto dans Scandaleusement célèbre - Patrick Borg dans Trahison - Christian Gonon dans Seul sur Mars - Achille Orsoni dans Godless (série télévisée) |

Au Québec
| - Sébastien Dhavernas dans : - La Cloche et l'idiot - Le Plus Fou des deux - Bienvenue à Pleasantville - Mon Martien favori - Winn-Dixie - Le Guetteur - Ailleurs nous irons - Looper : Les Tueurs du temps - La Cloche et l'idiot 2 - Seul sur Mars - Steve Jobs - La Série Divergence : Allégeance | - Alain Zouvi dans : - Arachnophobie - Clanches - Le premier envol - Les Heures - Bonsoir et Bonne Chance - Jeux de pouvoir - Daniel Picard dans : - VR - Fils à maman Et aussi - Carl Béchard dans Les 101 Dalmatiens |